# Terrain hostile
Pour plus de détails, voir Fiche technique et Distribution.
Terrain hostile (Landslide) est un téléfilm américain réalisé par Neil Kinsella et diffusé en 2005.

## Synopsis
Téléfilm traitant d'une catastrophe à basse ampleur, sur un glissement de terrain.

## Fiche technique
Sauf indication contraire, les informations mentionnées dans cette section peuvent être confirmées par la base de données cinématographiques IMDb,  présente dans la section « Liens externes ».
- Titre original : Landslide
- Titre français : Terrain hostile
- Titre québécois : Glissement de terrain
- Réalisation : Neil Kinsella
- Scénario : Peter Beckwith
- Pays d'origine :  États-Unis
- Langue originale : anglais
- Format : couleur — 1,33:1 — dolby
- Genre : Drame, Thriller
- Durée : 91 minutes
- Dates de première diffusion télévision :
  -  États-Unis : 26 avril 2006
  -  France : 12 février 2005

## Distribution
- Vincent Spano : Mark Decker
- Alexandra Paul : Emma Decker
- Lucas Elliot Eberl : Steven Decker
- Robert Pine : Donald Richardson
- Amy Van Nostrand : Ginger
- Jay Pickett : Stewart Hancock
- Jaime Gomez : Danny Santiago